# SAP SE
SAP (FWB: SAP, NYSE: SAP) é uma empresa alemã, criadora de softwares de gestão de empresas. Ao longo de quatro décadas, a SAP evoluiu de uma empresa pequena e regional na cidade de Walldorf para uma organização de alcance mundial. Hoje, a SAP é líder global de mercado em soluções de negócios colaborativos e multiempresas. Seu principal produto, que empregava 74 497 pessoas em 2015, é o sistema integrado de gestão empresarial (ERP) SAP ERP.

## História
A SAP começou suas atividades em 1972, em Walldorf, Alemanha, quando cinco engenheiros, ex-funcionários da IBM (Dietmar Hopp, Hans-Werner Hector, Hasso Plattner, Klaus Tschira e Claus Wellenreuther), decidiram criar sua própria empresa de desenvolvimento de sistemas: a SAP AG. Pretendiam desenvolver um software aplicativo padrão para processos de negócios em tempo real.
O nome da empresa era temporariamente uma abreviação de (em alemão) Systeme, Anwendungen und Produkte in der Datenverarbeitung (em inglês: Systems, Applications and Products in Data Processing, em português: Sistemas, Aplicativos e Produtos para Processamento de Dados). 

### Primeira aplicação
Um ano depois, o primeiro componente de contabilidade financeira estava pronto, formando a base para o contínuo desenvolvimento de outros componentes de software para aquilo que mais tarde veio a ser conhecido como sistema R/1. O “R” é a primeira letra de real-time data processing (processamento de dados em tempo real).
Perto do fim da década, o exame exaustivo do banco de dados IBM da SAP e do sistema de controle de diálogo levaram ao nascimento do SAP R/2 (Realtime System Version 2), o primeiro produto importante da SAP, um conjunto de módulos de software destinado a mainframes, que em 1995 já era utilizado por mais de 2 000 empresas.
À medida que novos conceitos iam surgindo no campo da informática, a SAP ia atualizando seu produto, até que em 1999, as primeiras aplicações do SAP R/3 foram apresentadas numa conferência em Hanôver, Alemanha.
R/2 e R/3 não representam versões de um mesmo sistema. Na verdade, trata-se de produtos diferentes. O R/2 era um conjunto de módulos de software destinado a mainframes, enquanto o R/3 foi desenvolvido para o ambiente cliente/servidor. Nesse ambiente algumas estações (clientes) solicitam serviços, enquanto outras  atendem, realizando determinados tipos de processamento ou compartilhando recursos, tais como impressoras, arquivos e bancos de dados.
O SAP R/3 é um sistema que oferece um conjunto de módulos com diversas aplicações de negócio. Os módulos são integrados e contêm a maior parte das funcionalidades necessárias a grandes empresas, incluindo manufatura, finanças, vendas e distribuição e recursos humanos. Cada módulo é responsável por mais de 1 000 processos de negócio, sendo cada um deles baseado em práticas consagradas no mundo dos negócios. A configurabilidade do sistema é possibilitada por 8 000 tabelas que administram desde a estrutura corporativa até a política de descontos oferecidos aos clientes. O sistema oferece o processamento de informações verdadeiramente em tempo real. 
Em 1995, a SAP tinha mais de 6 600 colaboradores ao redor do mundo e ocupava a quinta posição no ranking das empresas de software e liderava o mercado de softwares para ambiente cliente/servidor. Naquele mesmo ano, a SAP chegou ao Brasil. Todos os softwares comercializados passam por um processo chamado de localização, ou seja, adequação do sistema para atender à legislação do país, de modo que possam ser corretamente utilizados. Hoje, a SAP Brasil é uma das maiores subsidiárias da SAP em todo o mundo, com 1500 funcionários. Desde 2020, é presidida por Adriana Aroulho.
Hoje, 293 000 empresas em 190 países têm o produto da SAP implementado. Um dos motivos do sucesso da SAP é o montante investido em pesquisa e desenvolvimento e as alianças estratégicas que forma com outros desenvolvedores de sistemas. Estes parceiros criam add-ons (programas complementares) que adicionam funcionalidades ao software de gestão. Este tipo de união permite que a SAP concentre seus esforços nos seus principais produtos.
Em dezembro de 2011, a SAP SE fez um acordo para adquirir a SuccessFactors por 3,4 bilhões de dólares (52% a mais do que o preço de fechamento das ações em 2 de dezembro de 2011). Com a aquisição, a SAP SE se tornou ainda mais competitiva contra a Oracle Corporation, no mercado de cloud computing.

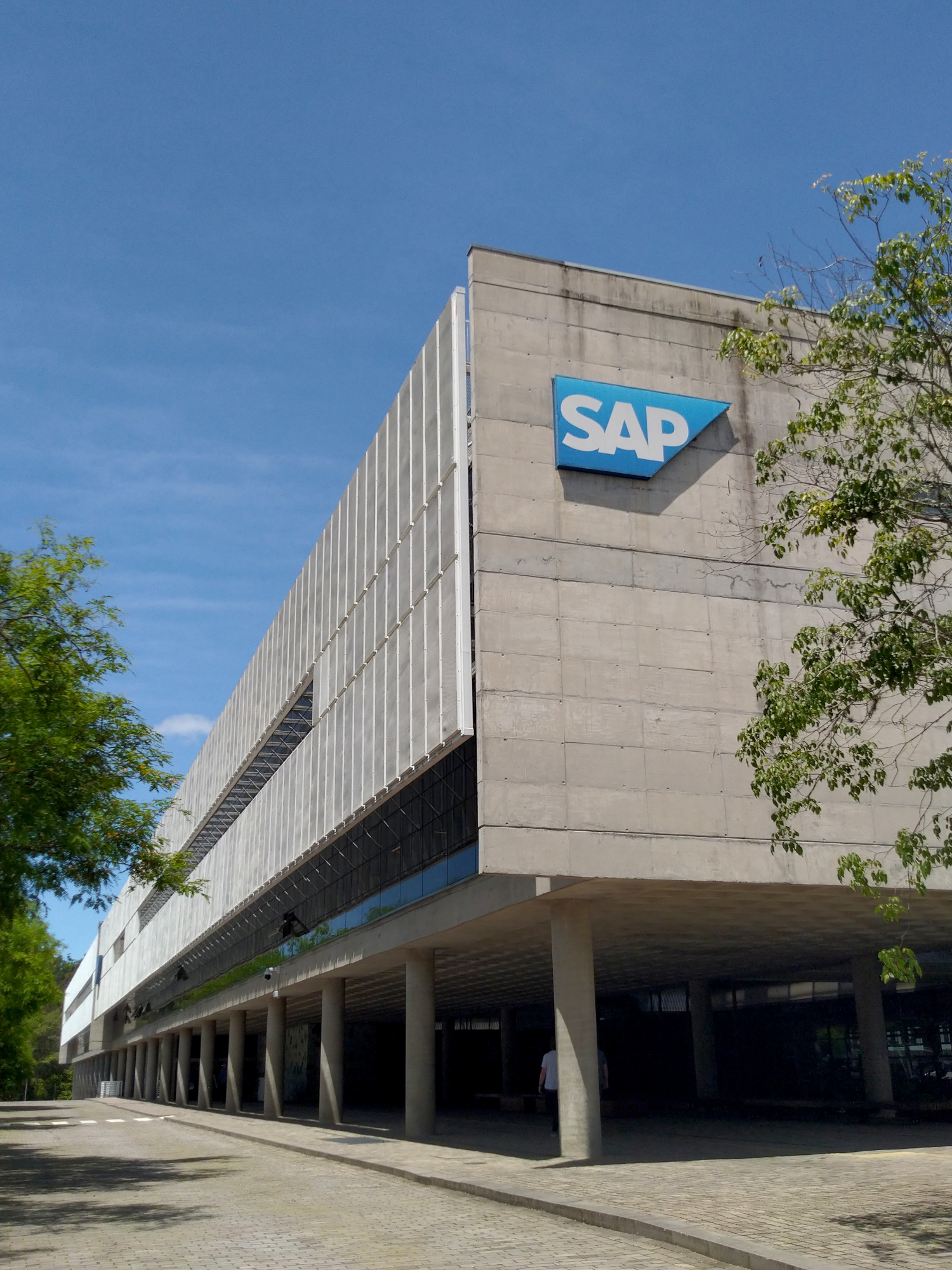
Prédio da SAP Brasil, em São Leopoldo, Rio Grande do Sul

## Organização
Desde Outubro de 2019, Jennifer Morgan e Christian Klein foram apontados como co-CEOs da SAP. Em abril de 2020, Jennifer Morgan deixa a co-liderança da empresa e Christian Klein assume integralmente a função de CEO. 